# Comanchelus hubrichti
Comanchelus hubrichti är en mångfotingart som beskrevs av Hoffman och Charles Russell Orcutt 1960. Comanchelus hubrichti ingår i släktet Comanchelus och familjen Atopetholidae. Inga underarter finns listade i Catalogue of Life.